# Prea târziu (film din 1965)
Pentru alte semnificații ale termenului, vezi Prea târziu (dezambiguizare)
Prea târziu (titlul original: în maghiară Szerelmes biciklisták) este un film de comedie romantică maghiar, realizat în 1965 de regizorul Péter Bacsó. Filmul în a cărui distribuție intră actori tineri debutanți Tibor Orbán, Nóra Káldi, László Tahi Tóth și István Uri abordează tema specifică tineretului care sunt în pragul maturității și pe care fiecare îl înțelege în felul său. Coloana sonoră a filmului este susținută de formația de muzică ușoară „Illés”.

## Conținut
Visul celor trei tineri, András, fratele său mai mic Bence și Albert se realizează în sfârșit, când pleacă în toiul verii, cu bicicletele la Balaton. Soare strălucitor, apa bună de făcut baie și o mulțime de fete drăguțe care roiau pe toată plaja. Când cei doi frați încep să-i facă curte aceleiași fete, Eszter, András reușește să îl convingă pe fratele său să nu mai vrăjească fata doar pentru o seară cum obișnuia, și să renunțe mai bine în favoarea lui. Toate bune și frumoase, dar András repede își dă seama că nu are nici o șansă din punct de vedere material, în fața unui rival, prietenul cam plictisit a lui Eszter, deoarece abia terminase facultatea și doar în toamnă urma să își ocupe postul de profesor la o școală. Cu toate că fata încearcă timid să îl încurajeze, András e nehotărât și tergiversează prea mult lucrurile. După multe procese de conștiință, se hotărăște să-i scrie lui Eszter o scrisoare, prin care speră să aducă lucrurile pe calea cea bună...

## Distribuție
- Tibor Orbán - András
- Nóra Káldi - Eszter
- László Tahi Tóth - Albert
- István Uri - Benedek (Bence), fratele lui András
- Tibor Szilágyi - Dr. Szilágyi Béla
- Virág Dõry - Rozi
- Ilona Tasnádi - bunica lui Eszter
- Sándor Szakács - Mikecz
- Ferenc Némethy - Vetró Sándor, tatăl lui Eszter
- Kati Román - Julika
- Márta Bakó - turistul englez
- Péter Halász
- Zsolt Körtvélyessy
- Formația Illés

## Melodii din film
- Táskarádió - formația Illés
- Melodiile „Olyan egyedül vagyok” (Sunt atât de singur) și „Biciklisták dala” (Cântecul cicliștilor) aparțin lui Ceh Tamás.